# Parallelia multilineata
Parallelia multilineata là một loài bướm đêm trong họ Erebidae.